# Brown’s Town
Brown's Town ist eine Kleinstadt im Norden von Jamaika. Die Stadt befindet sich im County Middlesex im Parish Saint Ann. Im Jahr 2012 hatte Brown's Town eine Einwohnerzahl von 7986 Menschen.

## Etymologie
Der Ort wurde nach dem als exzentrisch bekannten Plantagenbesitzer Hamilton Brown benannt. 

## Geschichte
Anfang des 19. Jahrhunderts erlangte Hamilton Brown, ein reicher Unternehmer, die Rechte der Firmen Huntley und Minard Estate. Diese betrieben Plantagen auf Jamaika. Nördlich des heutigen Brown's Town wurden die ersten Plantagen gegründet, die unter anderen Piment, Zucker und Pfeffer anbauten. Hamilton Brown war im 19. Jahrhundert maßgeblich an der Kommunalpolitik beteiligt. Es entstand eine Siedlung, die später Brown's Town genannt wurde.
Hamilton Brown war der Gründer der Colonial Church Union aus der sich die Dr James Johnson's Jamaica Evangelistic Mission bildete, ein Ableger der Baptisten-Kirche, die heute eine der größten Gruppen von Kirchen auf der Insel gilt.

## Geografie

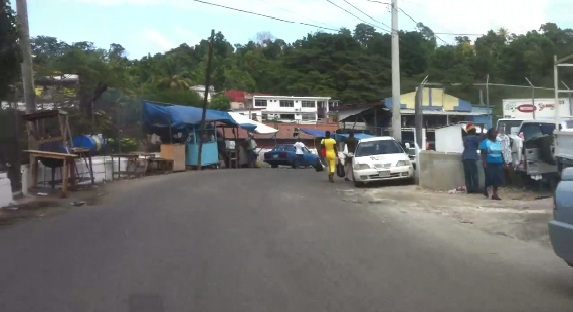
Randbezirk von Brown's Town

Brown's Town liegt in den Dry Harbour Mountains im nördlichen Teil des Parish Saint Ann, in einer durchschnittlichen Höhe von 450 Metern über dem Meeresspiegel. Der Hauptteil des Ortes befindet sich zwischen mehreren Hügeln. Im Norden bildet ein Abfall von über 100 Metern auf 200 Meter Luftlinie einen Teil der Ortsgrenze.
Die nächste größere Ortschaft ist das im Norden liegende Dumbarton. Ungefähr vier Kilometer westlich befindet sich Steward Town. Östlich grenzt der Ort an die Siedlungen Philadelphia und Sturge Town.

## Wirtschaft und Infrastruktur
Brown's Town ist eine der größten und wichtigsten Städte von St. Ann, vor allem wegen der hohen Konzentration von Bildungseinrichtungen in der Region, sowie dem überregional bekannten Brown's Town Bauernmarkt.
In der Stadt kreuzen sich die B3, die von May Pen nach Runaway Bay verläuft und die B11, die in der Nähe von Falmouth beginnt und nach Golden Grove führt.

## Kultur und Umwelt

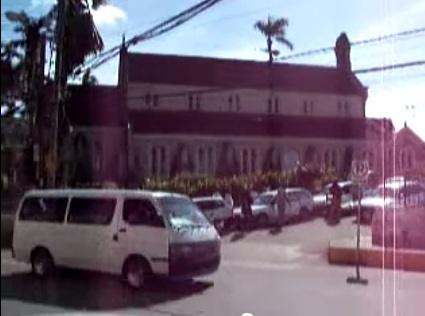
Kirche in Brown's Town

### Bauwerke
Das New Hope Great House ist ein erhaltenes Herrenhaus aus den Anfängen des 19. Jahrhunderts. Ebenfalls aus dieser Zeit stammt das erhaltene Grundstück der Minard Estate mit den Ruinen des Minard Great House. 

### Natur
Im Jahre 1914 wurde in der Umgebung der Stadt die, bis dahin unbekannte, Ugli Frucht entdeckt. Eine Hybridisierung aus Mandarine (Citrus reticulata) und Grapefruit (Citrus × aurantium).

### Sport
Nördlich von Brown’s Town befindet sich der Dover Raceway, eine Rennstrecke, auf welcher internationale Motorsportereignisse stattfinden. 
Weitere beliebte Sportarten in der Stadt sind Radsport, Football, Cricket, Netball, Leichtathletik und Rasentennis.

## Medizin
In Brown's Town befindet sich der Hauptsitz des Gesundheitswesens von Saint Ann. Es gibt mit dem St Ann's Bay Regional Hospital und dem Alexandria Hospital zwei Krankenhäuser sowie ein Medizinisches Versorgungszentrum und viele private Anbieter von medizinischen Dienstleistungen.

## Schulen
Brown's Town gilt als die Bildungshauptstadt von St. Ann. In der Stadt befinden sich zwei Universitäten, die University of the West Indies und die University of Technology. Zudem existieren mit der Brown's Town High School, der St. Hilda Diözesan-High School for Girls und der York Castle High School drei Gymnasien in Brown's Town.

## Persönlichkeiten
- Donald J. Harris (* 1938), jamaikanisch-amerikanischer Wirtschaftswissenschaftler und emeritierter Professor